# Église Saint-Laurent de Jézeau
L'église Saint-Laurent ou Notre-Dame de Jézeau est une église catholique du XIIe siècle située à Jézeau, dans le département français des Hautes-Pyrénées en France.

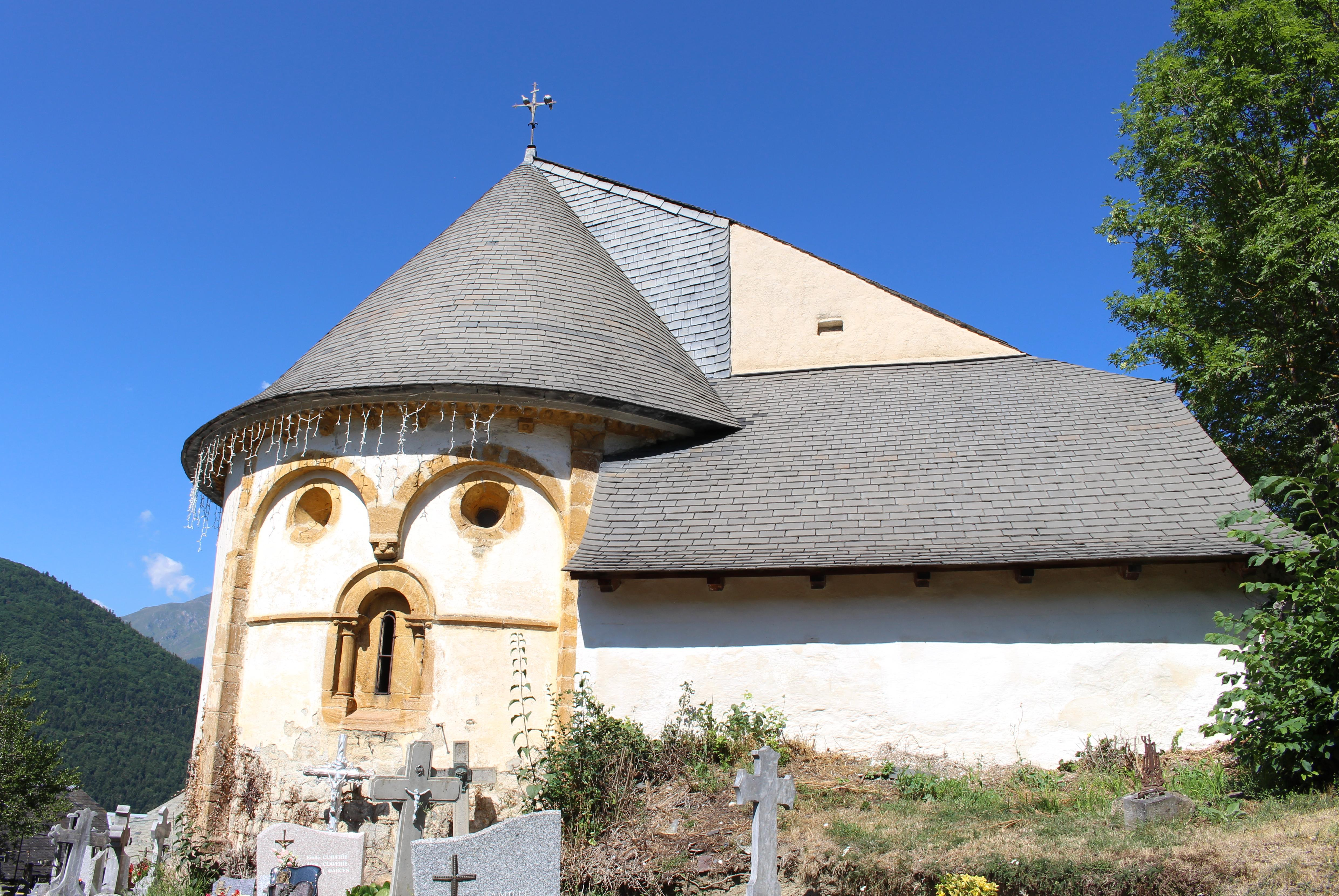

## Localisation
L'église Saint-Laurent ou Notre-Dame, est située au sud nord-ouest du village, elle se situe sur un des quatre chemins de Compostelle en France, le Chemin du piémont pyrénéen qui est une variante parallèle de la via Tolosana.

## Historique
L'église de Jézeau est une ancienne propriété des Hospitaliers de l'ordre de Saint-Jean de Jérusalem. Cet ordre hospitalier et militaire assurait l'hospitalité et la sécurité des pèlerins en direction de Saint-Jacques-de-Compostelle.
L'église, avec son clocher-mur à baies géminées, sa nef, son chevet ainsi que le tympan-chrisme remployé dans le mur d'entrée du cimetière, date du XIIe siècle.
La plaque funéraire du prieur Arnauld del Camon, encastrée dans le mur sud, atteste la présence d'une confrérie au XIIIe siècle.
Après l'incendie survenu entre 1530 et 1540, la voûte romane est remplacée par une voûte en lambris décorée de peintures remarquables. Incendie qui ne ravagea pas uniquement l'église mais une grande partie du village qui fut détruite dont la totalité du château du XIVe siècle qui a longtemps appartenu à la famille d'Avajan.
Au XIXe siècle, l'essor démographique nécessite un agrandissement : le vaisseau primitif est doublé au nord.
L'édifice est classé au titre des monuments historiques depuis le 6 janvier 1971.

## Architecture
Le décor  architectural est concentré sur le chevet semi-circulaire. Une double arcature retombe sur un cul-de-lampe orné d'un buste d'homme. Lové dans les cintres, deux oculi percent le chevet. La corniche à modillons présente plusieurs décors : coquilles Saint-Jacques et motifs géométriques (damiers, billettes).
Le chevet de Jézeau n'est pas sans évoquer celui de la chapelle d'Agos de Vielle-Aure. Ces deux édifices présentent un chevet à arcatures dont la retombée médiane s'interrompt au-dessus de la baie axiale. L'influence stylistique de ces deux édifices est évidente. Elle est marquée par les modèles du premier art roman méridional. De plus, un retable richement orné prend place sur toute la hauteur de l'abside.

## Galerie de photos

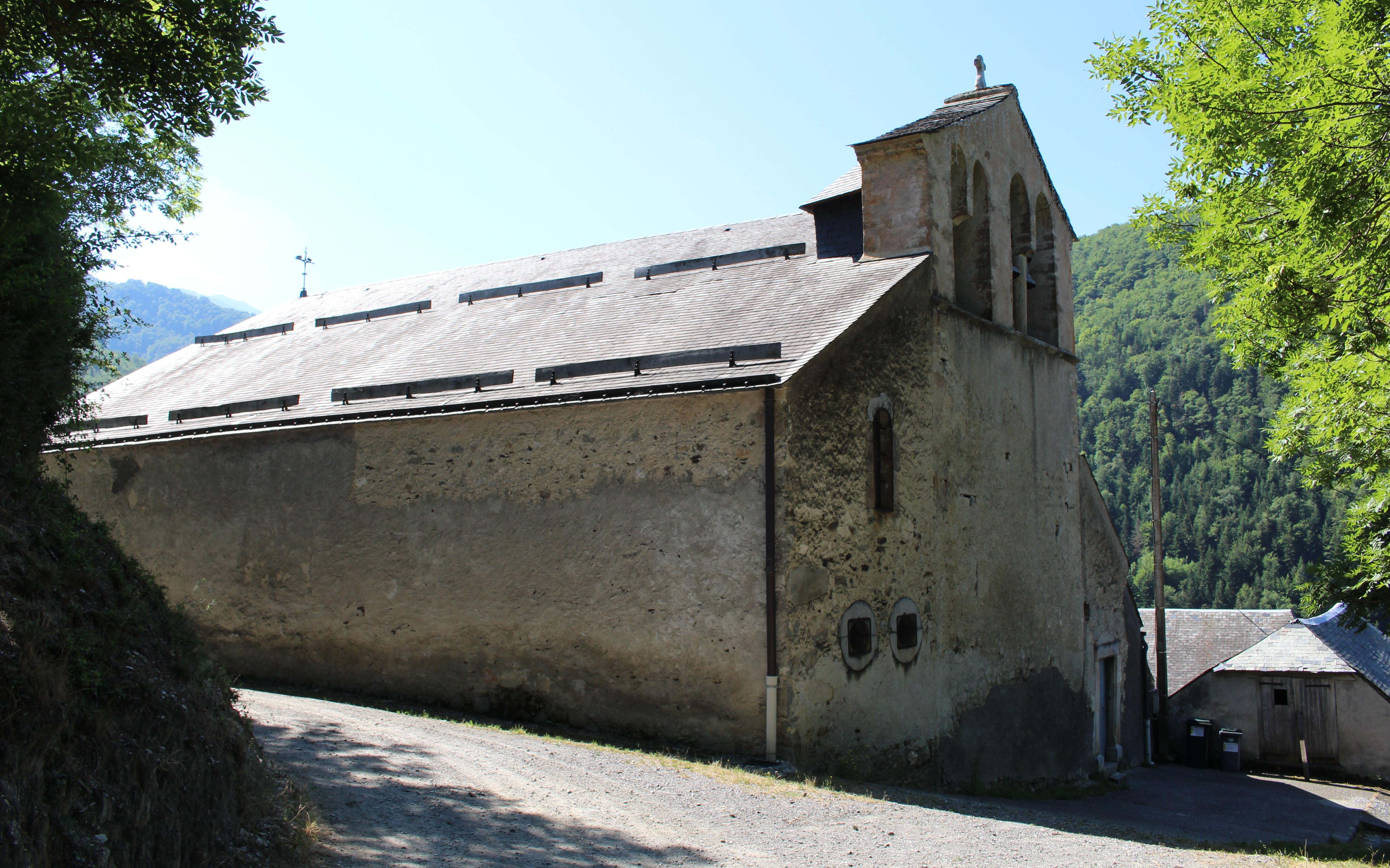
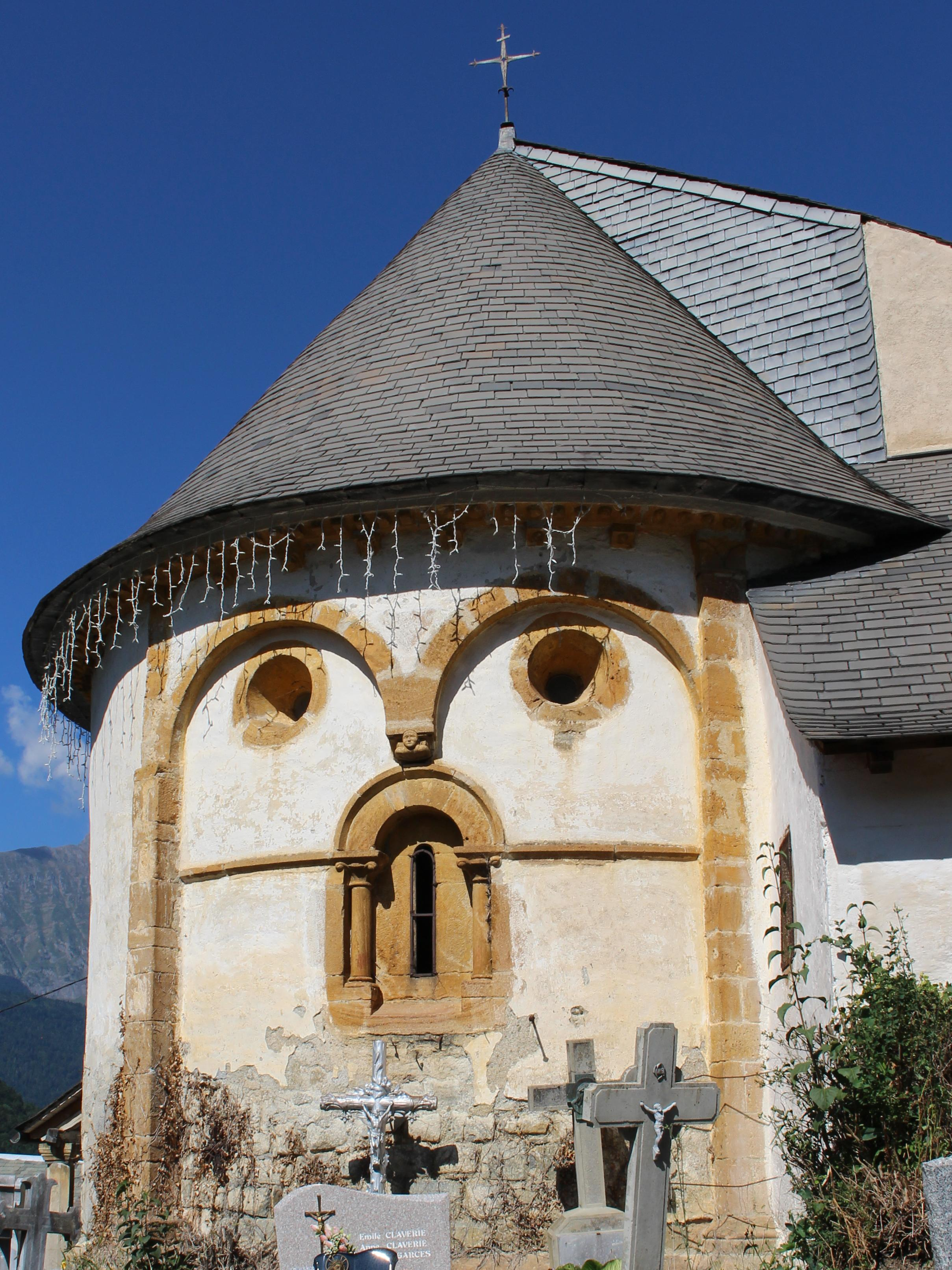
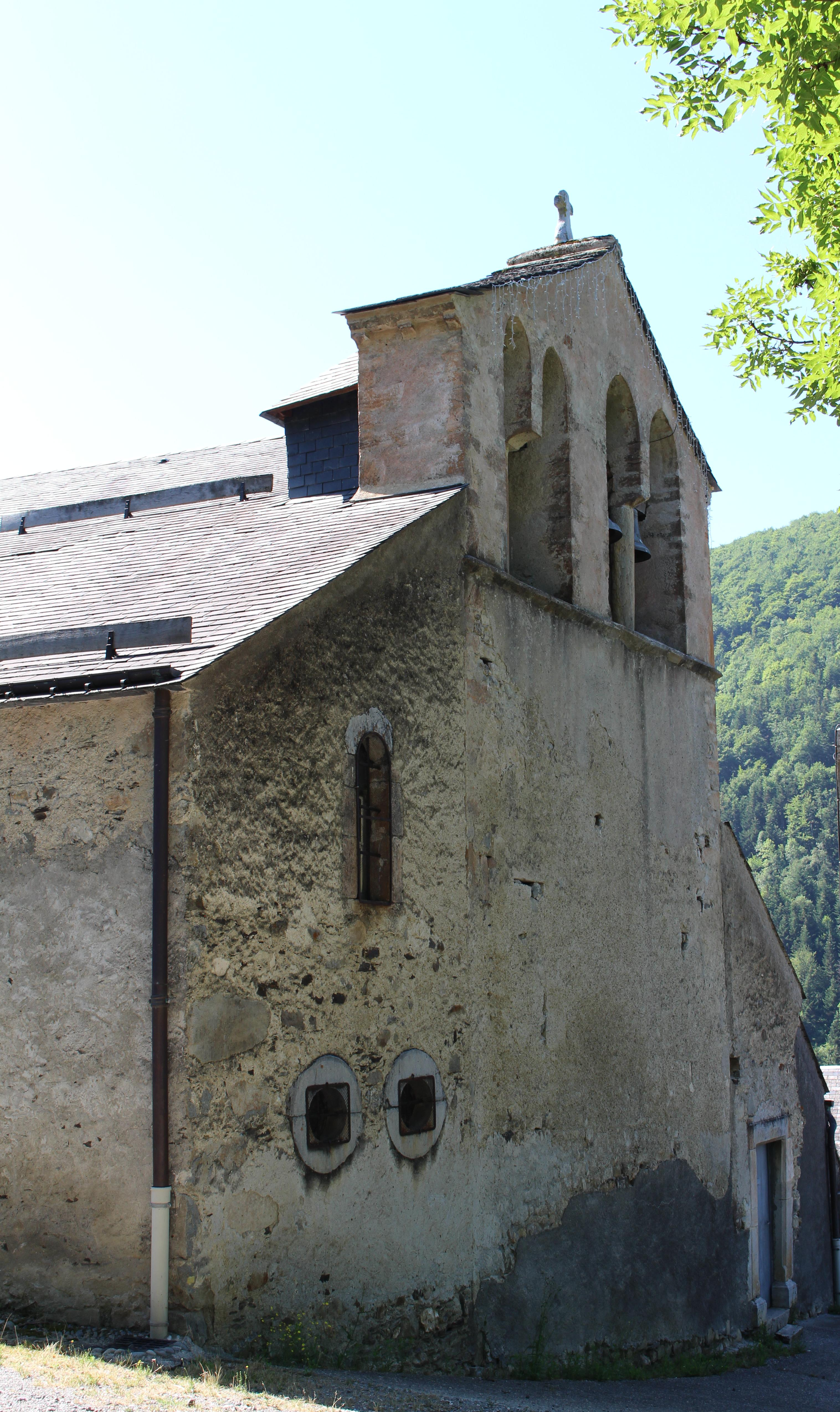
Clocher-mur.
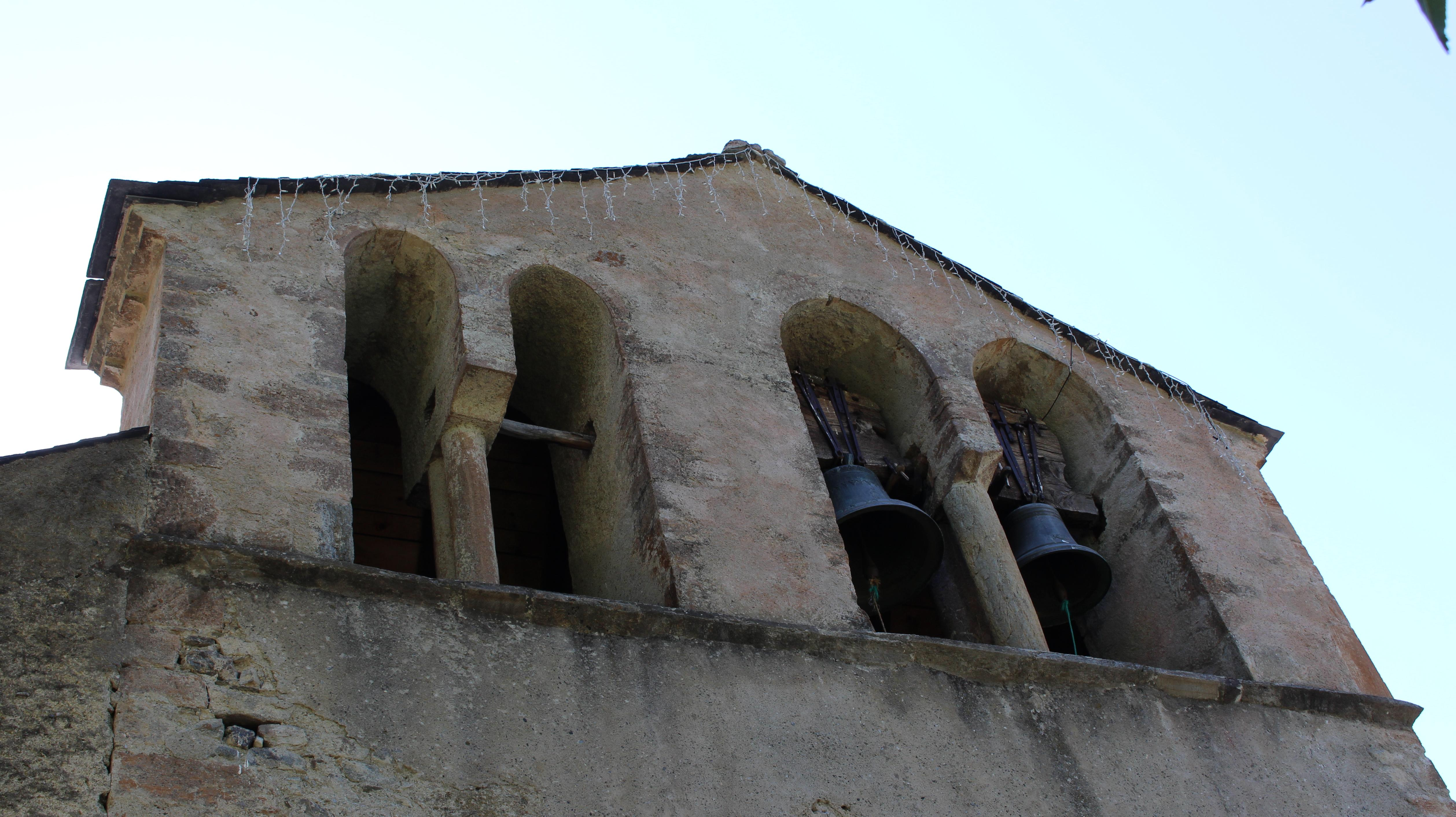
Baies géminées.